# リディア・ショーン
リディア・ショーン（Lydia Schone, 1973年2月15日 - ）は、カナダのアダルトモデル。
1995年1月号の米国版ペントハウス誌においてペントハウス・ペットに選出された。スーズ・ランドールのモデルとして知られる他、メイクアップアーティストとしても活躍している。